# Héctor Ramos López
Héctor Hildebrando Ramos López (Junín, 24 de septiembre de 1943) es un contador público, docente universitario y político peruano. Fue congresista de la república por la región Junín durante el breve periodo 2000-2001.

## Biografía
Héctor Ramos nació en el departamento de Junín el día 24 de septiembre del año 1943.
Estudió en colegios fiscales y realizó la carrera de Contador público en la Universidad Nacional Mayor de San Marcos. Fue asesor tributario para empresas de la ciudad de Huancayo y ha presidido gremios profesionales de su región. Ejerció también como profesor universitario.
Como político incursionó siendo militante de Perú Posible, partido político de Alejandro Toledo. Postuló al Congreso de la República en las elecciones del año 1995 y en las elecciones del año 2000, siendo ésta elección en la que resultó elegido como congresista representante de la región Junín para el periodo parlamentario 2000-2005.
Durante su etapa como congresista fue parte de la oposición al gobierno de Alberto Fujimori y participó en la Marcha de los Cuatro Suyos encabezada por Alejandro Toledo. Permaneció en el cargo hasta el 28 de julio del año 2001 luego de la vacancia presidencial contra Alberto Fujimori en la que apoyó la moción que luego dio inicio al gobierno de transición encabezado por Valentín Paniagua.
Al culminar su gestión, Ramos intentó ser reelegido en las elecciones del año 2001. Sin embargo, no tuvo éxito.